# Rometta
Rometta là một đô thị ở tỉnh Messina trong vùng Sicilia của Italia, có vị trí cách khoảng 180 km về phía đông của Palermo và vào khoảng 12 km về phía tây của Messina. Tại thời điểm ngày 31 tháng 12 năm 2004, đô thị này có dân số 6.458 người và diện tích là 32,5 km².
Đô thị Rometta có các frazioni (các đơn vị cấp dưới, chủ yếu là các làng) Rometta Marea, Gimello, Santa Domenica, Rapano, San Cono, Sotto Castello, và S. Andrea.
Rometta giáp các đô thị: Messina, Monforte San Giorgio, Roccavaldina, Saponara, Spadafora.

## Lịch sử biến động dân số

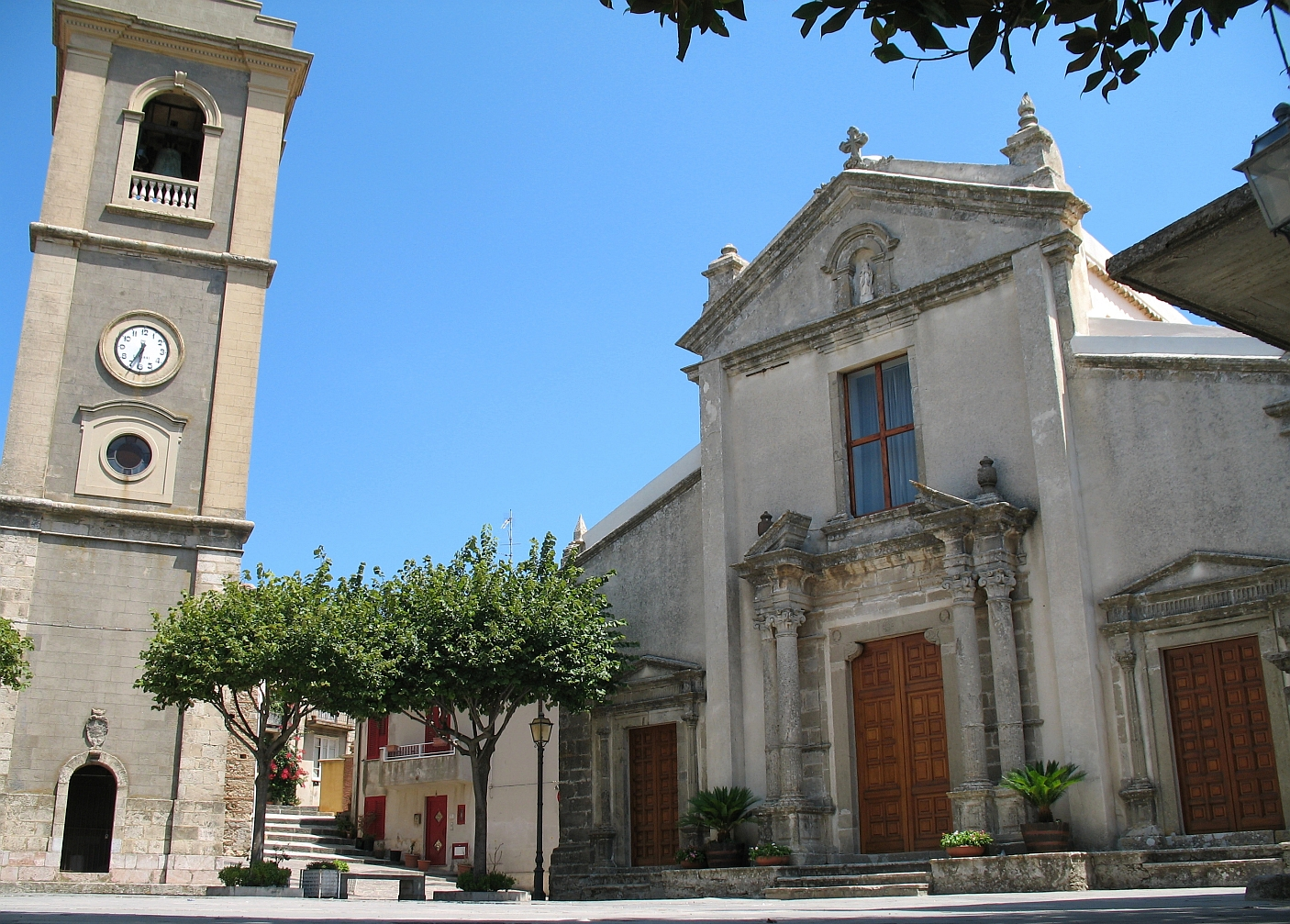
Chiesa Madre e campanile